# فيتور جبريل
فيتور جبريل (بالبرتغالية: Alves Nery Vitor Gabriel‏) (23 نوفمبر 1997 بالبرازيل - ) هو لاعب كرة قدم برازيلي في مركز الوسط. لعب مع نادي سانتوس.

## وصلات خارجية
- فيتور جبريل على موقع رابطة كرة القدم اليابانية للمحترفين (اليابانية)
- فيتور جبريل على موقع قاعدة بيانات كرة القدم.إي يو (الإنجليزية)
- فيتور جبريل على موقع Soccerway.com (الإنجليزية)
- فيتور جبريل على موقع عالم كرة القدم.نت (الإنجليزية)